# Fleshgore
Fleshgore — брутал дез-метал гурт з Києва. Вокальний стиль — глибокий гроулінг, піггінг.

## Історія гурту
Гурт Fleshgore утворений у листопаді 2000 року у стольному граді Києві.
Назва гурту складена з двох англійських слів — flesh (плоть) і gore (кров). Музиканти вкладають у назву сенс на кшталт «спечена плоть». У 2001 році гурт записав перше демо «Interuterine Dilemms» і зіграв кілька концертів у рідному місті. У 2002 Sick Carnage Productions видали це демо як EP.

Гурт добре відомий за межами України. Вони відіграли не одну сотню концертів у 18-ти країнах світу. Перша і єдина донині команда з пост-радянського простору, яка підкорила найбільший метал-фестиваль планети, німецький Wacken Open Air і відвідала в рамках туру континент Австралія.
На даний момент записано 6 повноформатних альбомів, які були розповсюджені по всьому світу під значком таких лейби, як XTREEM Music (Іспанія), This Dark Reign Rec. / Devil Doll Rec. (США), Nice To Eat You Rec. (Чехія), 666 records (Німеччина), Moon Records (Україна), Misteria Zvuka (Росія). FLESHGORE грали на таких відомих фестивалях, як: Wacken (Німеччина), Brutal Assault (Чехія), Fuck The Commerce (Німеччина), Fest of the Dead (Австралія), Obscene Extreme (Чехія), More Than Fest (Словаччина), MHM Open Air (Україна) та ін.
Перший альбом "Killing Absorption" був записаний в берлінській студії Domino Studio в 2003 році і відразу після релізу група їде в невеликий тур по Європі. У 2004 році «Killing Absorption» був випущений на чеському лейблі NTEY Records і група в підтримку альбому їде в європейський "Grind'em All Tour", а влітку виступає на запланованих фестивалях «More Than Fest» (Словаччина), «Obscene Extreme» (Чехія), «Svet Nerezovi Oceli» (Чехія), «Merciless East Festival» (Польща). Восени команда їде в завершальну частину туру по Європі «All Over Absorbing European Tour 2004» разом з Prejudice (Бельгія) і Rottenness (Мексика). У лютому 2005 в польській студії "Hertz Studio" група записує свій другий повноформатний альбом «May God Strike Me Dead» протягом 6 днів! На підтримку альбому група вирушає в 30-денний тур по всій Європі «Mega Strike Europe in Chaos Tour 2005» і цього разу охоплює більше 10 країн. Незабаром група підписується на американському лейблі «This Dark Reign Records» і 9 травня 2006 року по всьому світу виходить у продаж новий альбом «May God Strike Me Dead», який на даний момент вже став культовим. Незабаром перший відео кліп на пісню "Passion" також був представлений публіці. Слідом за релізом групу запрошують виступити на відомих німецьких фестивалях "Fuck the commerce" і "Wacken Open Air" та "Brutal Assault". Кінець року був присвячений роботі над новим "Wake Up For Freedom". У жовтні 2007 року група відправляється в тур по Австралії де грає в разом з The Berzerker, The Amenta, Blood Duster, Akercocke. CD "Wake Up For Freedom" виходить під значком 666 Records (Німеччина) і Moon records (Україна). У складний період 2008-2011 кілька разів змінює склад. Дає концерти і працює над новим матеріалом для наступного 4-го повноформатного альбому "Defiance to Evil" який презентує в грудні 2012 року. У липні 2013 року FLESHGORE, напередодні виходу EP "Domain of Death", представляє свій новий сингл під назвою "Ministry of Fear". Вихід EP "Domain of Death" символічно знаменує повернення FLESHGORE до витоків і стане анонсом до нового повноформатного альбом гурту, реліз якого відбудеться на початку 2016 року. 

## Склад

### Поточний склад
- Viacheslav Platonov - вокал
- Igor Lystopad — соло-гітара
- Sergiy Burlaka (Sad) — бас-гітара
- Ed Litviakov - ударні

### Колишні учасники
- Michele Borniotto - вокал
- Ruslan — бас-гітара/вокал
- Jullian Torse - вокал
- Cannibal — вокал
- Sid — вокал
- Volodymyr — соло-гітара, бас-гітара
- Max — ударні
- Crash — бас-гітара
- Serge Bolt — бас-гітара
- Lev — ударні

## Дискографія
Дискографія Fleshgore нараховує 6 повноформатних альбомів, виданих як в Україні, так і по всьому світу різними лейблами.

### Повноформатні альбоми
- 2003 — Killing Absorption
- 2005 — May God Strike Me Dead
- 2008 — Wake Up For Freedom
- 2012 — Defiance To Evil
- 2016 — Denial Of The Scriptures
- 2022 — Carnival of Flesh

### Демо та промо
- 2000 — Demo (Demo EP) (Self released)
- 2001 — Interuterine Dilemms (Demo EP), (Sick Carnage Prod.) (Україна)
- 2002 — Killing Absorption  (Demo EP) (Self released)
- 2004 — May God Strike Me Dead (Demo EP) (Self released)
- 2007 — Wake Up For Freedom (Promo EP) (Self released)
- 2010 — Defiance To Evil (Promo EP) (Self released)
- 2012 — Blackened (EP) (Self released)
- 2013 — Ministry Of Fear (Single) (Self released)
- 2014 — Domain Of Death (EP) (Self released)
- 2018 — Godless (EP)